# Lamborghini Estoque

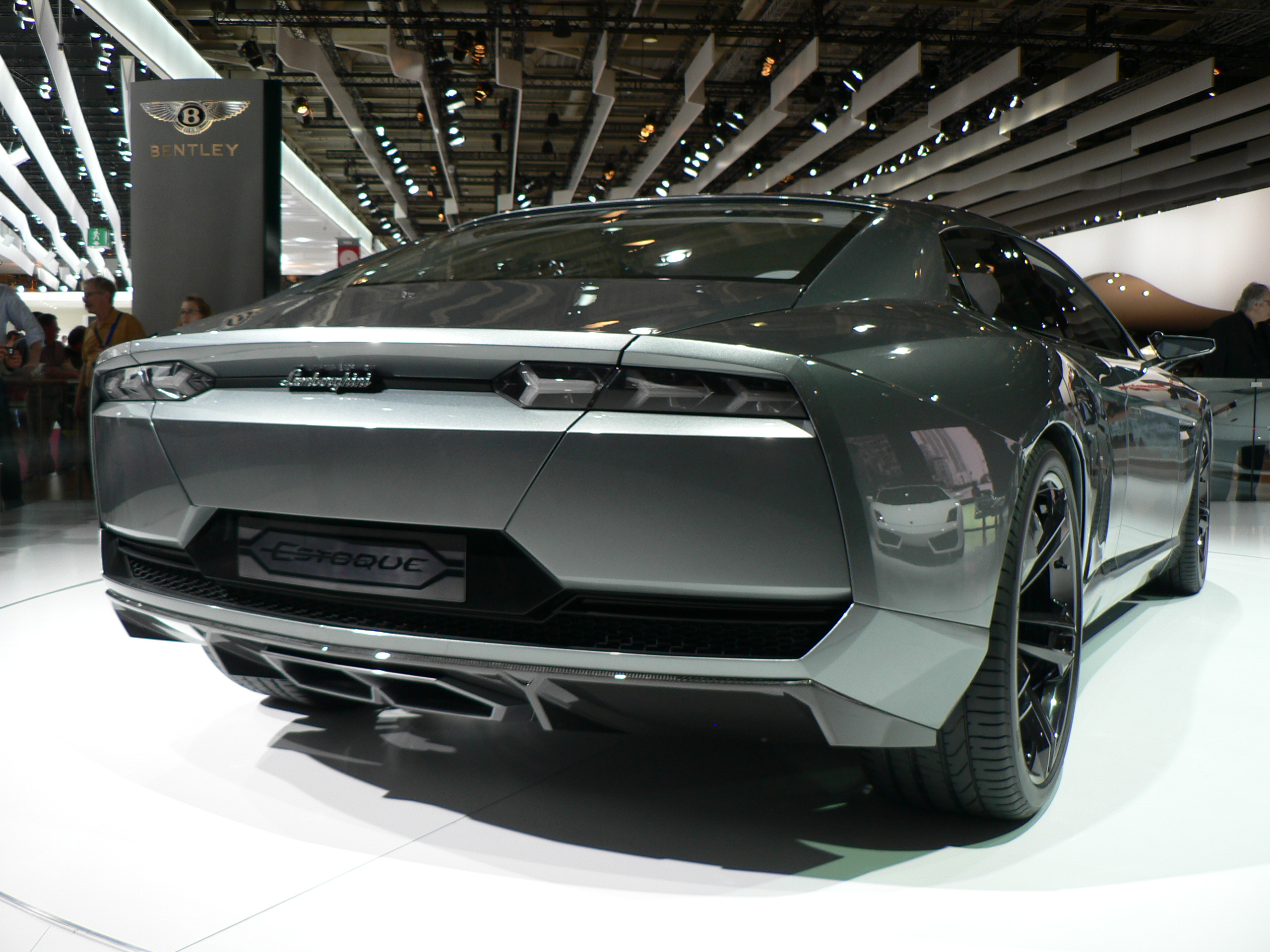
Vista posterior.

El Lamborghini Estoque es un prototipo de automóvil construido por Lamborghini. Es un sedán de cuatro puertas presentado en el Salón del Automóvil de París de 2008. El Estoque es el primer Lamborghini con motor delantero desde el LM002. A pesar de ser clasificado como un prototipo, el Estoque está considerado para salir a producción. En la actualidad alberga un V10 de 5,2 litros, aunque se ha especulado que podría ser sustituido por un V12, o un V8, e incluso un híbrido, un motor diésel como sugiere el director de la marca Lamborghini, Manfred Fitzgerald. 
Al igual que con otros modelos de Lamborghini, el nombre Estoque deriva de la tauromaquia. El estoque es un tipo de espada utilizada tradicionalmente por los matadores, en las faenas de toros.